# Фігурне катання на зимових Олімпійських іграх 2010 — пари
Змагання турніру з парного спортивного розряду з фігурного катання на зимових Олімпійських іграх 2010 відбулися 14 та 15 лютого.
Усі змагання пройшли у Пасифік Колізіумі. Першого дня від 16:30 до 19:45 за місцевим часом (UTC-8) спортивні пари змагалися в короткій програмі, а наступного дня — від 17:00 до 21:00 виконували довільну програму.
У змаганнях взяли участь 20 пар (40 спортсменів) з 12 країн світу.
За результатами змагань — уперше китайські фігуристи стали олімпійськими чемпіонами, і уперше ж, починаючи від 1960 року, Росія (як правонаступниця СРСР) не здобула жодної медалі в розряді спортивних пар, і це при тому, що в період від 1964 до 2006 року саме представники СРСР/Росії ставали переможцями турніру парного спортивного фігурного катання на зимових Олімпійських іграх.

## Призери
| Золото              | Срібло            | Бронза                        |
| Шень Сюе Чжао Хунбо | Пан Цін Тун Цзянь | Савченко Альона Шолкови Робін |

## Змагання
| Місце | Спортсмени                           | Країна          | Коротка програма | Коротка програма | Довільна програма | Довільна програма | Всього |
| Місце | Спортсмени                           | Країна          | Результат        | Місце            | Результат         | Місце             | Всього |
| ----- | ------------------------------------ | --------------- | ---------------- | ---------------- | ----------------- | ----------------- | ------ |
| 1     | Шень Ксю / Чжао Хунбо                | КНР             | 76.66            | 1                | 139.91            | 2                 | 216.57 |
| 2     | Пан Цін / Тун Цзянь                  | КНР             | 71.50            | 4                | 141.81            | 1                 | 213.31 |
| 3     | Олена Савченко / Робін Шолкови       | Німеччина       | 75.96            | 2                | 134.64            | 4                 | 210.60 |
| 4     | Юко Кавагуті / Олександр Смірнов     | Росія           | 74.16            | 3                | 120.61            | 7                 | 194.77 |
| 5     | Дан Джанґ / Гао Джанґ                | КНР             | 71.28            | 5                | 123.06            | 4                 | 194.34 |
| 6     | Джессіка Дюб / Брайс Девісон         | Канада          | 65.36            | 6                | 121.75            | 6                 | 187.11 |
| 7     | Марія Мухортова / Максим Траньков    | Росія           | 63.44            | 8                | 122.35            | 5                 | 185.79 |
| 8     | Тетяна Волосожар / Станіслав Морозов | Україна         | 62.14            | 9                | 119,64            | 8                 | 181,78 |
| 9     | Анабель Ланглуа / Коді Хей           | Канада          | 64.20            | 7                | 115.77            | 9                 | 179.97 |
| 10    | Аманда Івора / Марк Лодвіг           | США             | 57.86            | 10               | 114,06            | 10                | 171,92 |
| 11    | Віра Базарова / Юрій Ларіонов        | Росія           | 56.54            | 12               | 106,96            | 11                | 163,50 |
| 12    | Ніколь делла Моніка / Яннік Кокон    | Італія          | 56.82            | 11               | 104.78            | 13                | 161.60 |
| 13    | Кейді Дінні / Джеремі Баретт         | США             | 53.26            | 14               | 105.07            | 12                | 158,33 |
| 14    | Ванесса Джеймс / Яннік Боньор        | Франція         | 51.16            | 15               | 93,94             | 14                | 145,10 |
| 15    | Анаїс Моран / Антуан Дорса           | Швейцарія       | 55.34            | 13               | 89,08             | 17                | 144,42 |
| 16    | Стейсі Кемп / Девід Кінг             | Велика Британія | 48.28            | 16               | 91.66             | 16                | 139.94 |
| 17    | Майлін Гауш / Даніель Венде          | Німеччина       | 45.46            | 17               | 93,28             | 15                | 138,74 |
| 18    | Йоанна Сулей / Матеуш Хрушчинський   | Польща          | 39.30            | 20               | 86,52             | 18                | 125,82 |
| 19    | Марія Сергєєва / Ілля Глєбов         | Естонія         | 42.18            | 18               | 82,72             | 19                | 124,90 |
| 20    | Катерина Костенко / Роман Талан      | Україна         | 39.54            | 19               | 81,44             | 20                | 120,98 |
|       |                                      |                 |                  |                  |                   |                   |        |

## Суддівська бригада
Парне катання на Олімпійських іграх 2010 судитимуть представники наступних країн:
| Судді              | 1             | 2             | 3             | 4               | 5                                                                         | 6                                                                         | 7                                                                         | 8                                                                         | 9                                                                         |
| Парне катання      | Парне катання | Парне катання | Парне катання | Парне катання   | Парне катання                                                             | Парне катання                                                             | Парне катання                                                             | Парне катання                                                             | Парне катання                                                             |
| ------------------ | ------------- | ------------- | ------------- | --------------- | ------------------------------------------------------------------------- | ------------------------------------------------------------------------- | ------------------------------------------------------------------------- | ------------------------------------------------------------------------- | ------------------------------------------------------------------------- |
| Коротка програма:  | Канада        | КНР           | Франція       | Велика Британія | Німеччина                                                                 | Росія                                                                     | Швейцарія                                                                 | Україна                                                                   | США                                                                       |
| Довільна програма: | Естонія       | Ізраїль       | Італія        | Польща          | 5 визначених у довільний спосіб з числа тих 9, що судили коротку програму | 5 визначених у довільний спосіб з числа тих 9, що судили коротку програму | 5 визначених у довільний спосіб з числа тих 9, що судили коротку програму | 5 визначених у довільний спосіб з числа тих 9, що судили коротку програму | 5 визначених у довільний спосіб з числа тих 9, що судили коротку програму |